# Hugo Guerra
Hugo Guerra (Canelones, 25 febbraio 1966 – Arrecifes, 11 maggio 2018) è stato un calciatore uruguaiano, di ruolo attaccante.

## Carriera

### Club
Ha militato nei campionati uruguaiano, argentino e messicano.

### Nazionale
Con la nazionale uruguaiana ha preso parte alla Copa América 1993.

## Palmarès

### Club

#### Competizioni nazionali
- Copa Centenario de la AFA: 1

Gimnasia La Plata: 1994

#### Competizioni internazionali
- Coppa Libertadores: 1

Nacional: 1988
- Coppa Intercontinentale: 1

Nacional: 1988
- Coppa Interamericana: 1

Nacional: 1988
- Recopa Sudamericana: 1

Nacional: 1989